# Birkî, Iavoriv
Birkî (în ucraineană Бірки) este localitatea de reședință a comunei Birkî din raionul Iavoriv, regiunea Liov, Ucraina.

## Demografie
Componența lingvistică a localității Birkî
     Ucraineană (99,27%)
     Alte limbi (0,73%)
Conform recensământului din 2001, majoritatea populației localității Birkî era vorbitoare de ucraineană (99,27%), existând în minoritate și vorbitori de alte limbi.